# Angel Hearts (ゲーム)
『Angel hearts』（エンジェル・ハーツ）は、1989年にパソコン向けにエルフが開発・発売したRPGである。
学園潜入もののRPGである本作は、戦闘シーンにおける攻撃方法が、自他ともエッチな内容となっているほか、HP回復剤が精力剤となっている。

## ストーリー
主人公・みいは、聖ストカイック学園の新聞部部長から、「学園の秘密組織・セイトカイが生徒を食い物にしているので、組織を壊滅してほしい」という依頼を受ける。
当初みいは学園の教師として潜入することを希望するが、学力的に問題があったことから用務員として潜入し、連絡の取れなくなった新聞部員たちの救出と組織の壊滅に乗り出す。
そして、みいはセイトカイのリーダーである真理を倒す……のだが……。

## 登場キャラクター

### 主人公および味方キャラクター
みい
主人公。依頼を受け、用務員として学園に潜入する。
「胸を揉む」「キスをする」「エッチな言葉を囁く」といった方法で攻撃する。
恵利
トイレに囚われの身になっていた新聞部員。部長から管理棟の鍵を預かっている。
美樹
プールのロッカーで囚われの身になっていた新聞部員。部長から南都性拳奥義書の1章「桃色拳」を預かっている。
量子
授業中の教室の片隅で囚われの身になっていた新聞部員。部長から南都性拳奥義書の2章「白濁拳」を預かっている。
法子
新聞部部長。図書館に囚われの身になっていた。南都性拳奥義書の3章「強姦拳」を持っている。
プールの女神
三日月が先端についたスティックを持っている。「デロデロデロリンミズヨデロ」で水が出てくる魔法のバケツをくれる。

### その他の主要キャラクター
不良
女子トイレ前で腕を組んで立っている少女。
中村
美術室で裸体でモデルをしている、美術の先生。学園の図書室の顧問でもある。
景子
管理棟の保健室で待ち構える保健の先生。「ムチ」などの攻撃を仕掛けてくる。
マリアン
英語教室で待ち構える英語の先生で、みいと戦うためには遠方からやってきたと語る。「ムチ」などの攻撃を仕掛けてくる。
亜美
体育館で待ち構える中ボス。体操部員。
乗子
1Fから2Fへの階段で立ち向かう中ボス。「ウインクする」「微笑む」などの攻撃を仕掛けてくる。
妙子
2Fから3Fへの階段で立ち向かう中ボス。六法全書を片手に持ち、「婚姻届を押し付けてくる」などの攻撃を仕掛けてくる。
鈴々
3Fから屋上への階段で立ち向かう中ボス。北斗性拳の使い手。「カンフー」「秘技百烈拳」などの攻撃を仕掛けてくる。
由美
セイトカイ3人衆の1人。書記。「いけない小説」などの攻撃を仕掛けてくる。
真理子
セイトカイ3人衆の1人。副会長。「秘技あわおどり」などの攻撃を仕掛けてくる。
真理
セイトカイ3人衆のリーダー。会長。本作の最終ボスで、学園全員の秘技をまとめた攻撃を仕掛けてくる。

### その他のキャラクター
真也子
ソフトボール部員。「タマを握る」「バットを掴む」「ボールを投げつける」などの攻撃を仕掛けてくる。
絵里子
新体操部員。「怪しいダンスを踊る」「新体操の構えをする」「強烈なパンチを放つ」などの攻撃を仕掛けてくる。
宮子
シャボン玉に包まれた少女。「シャボンに隠れる」などの攻撃を仕掛けてくる。　
奈美
「大胆なポーズをとる」「怪しい目つきで見つめる」「囁く」などの攻撃を仕掛けてくる。
聖子
放送部員。「美しい歌を歌う」「マイクを投げつける」などの攻撃を仕掛けてくる。
卵子
難しい本を持った眼鏡っ子。「難しい本を見せてくる」「数学の公式を囁く」「メガネを光らせる」などの攻撃を仕掛けてくる。
陽子
1万円札を持った女の子。「泣いたふりをする」「逃げ出す」などの行動で主人公を惑わす攻撃を仕掛けてくる。